# 阿努凯特
在埃及神话中，阿努凯特或安努克忒(Anuket 或 Anqet，希腊叫 Anukis)，最初起源于埃及境内尼罗河起始地，位于努比亚边界的象岛地区，她是尼罗河的化身及尼罗河女神。
阿努凯特与赫努姆神(Khnum)、萨提斯(Satis)女神一起组成了三联神。她是萨提斯女神的妹妹，或者她可能作为赫努姆神的妾，(另说赫努姆和萨提斯分别是她的父母)。阿努凯特被描绘成一位头戴羽毛头饰妇女(大多数埃及学家认为该细节源于努比亚)。她的圣物是羚羊，职能是疏导河水，使大地丰产。
在塞赫尔岛(Seheil)上建有一座献给阿努凯特的寺庙。遗址中一个神龛或祭坛上的铭文显示，这是第十三王朝法老叟伯克侯特普三世(Sobekhotep III)献给她的。很久以后，在第十八王朝时期，成为阿蒙霍特普二世(Amenhotep II)专门祭祀该女神的殿寺
。
新王国时期，象岛地区对阿努凯特的祭典包括夏季(Shemu)第一个月内一次女神的河流游行。碑文中所提到在这段时间内的赫努姆和阿努凯特节日游行。

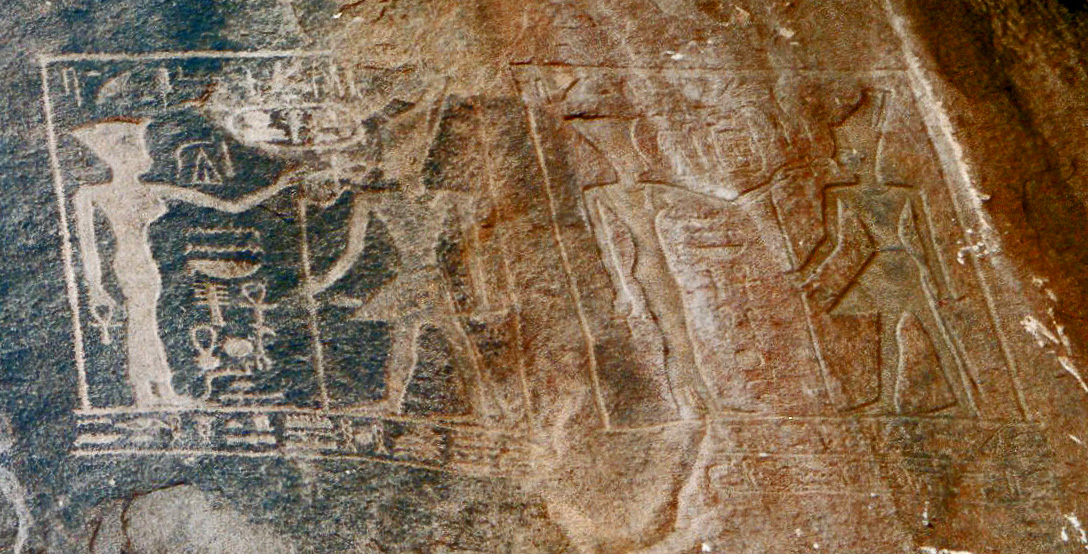
塞赫尔岛上“叟伯克侯特普三世”和“耐夫侯特普一世”祭典阿努凯特的浮雕。

当尼罗河开始每年的泛洪时，阿努凯特节就开始了，仪式上，人们向河中抛散硬币、黄金、珠宝及其它珍贵礼物，以感谢女神提供的生命之水和以及所带来的财富。在这段时间，埃及一些地区禁吃某些被视为神圣的鱼的禁忌被解禁，这表明尼罗河鱼是阿努凯特的图腾，吃掉它们也是她主要宗教节日仪式的一部分内容。
圣书体(即象形文)名字：
| a · n | q · t | B1 |

主要在象岛、塞赫尔岛被供奉，与赫努姆和萨提斯组成三联神。